# 미요시정
미요시정(일본어: 三芳町 미요시마치[*])은 일본 사이타마현 남부에 있는 이루마군의 정이다. 고구마 생산지로 알려져 있다.

## 역사
- 1889년 4월 1일 - 이루마군의 4개 촌이 합병해 미요시촌이 성립하였다.
- 1970년 11월 3일 - 정으로 승격해 미요시정이 되었다.

## 인구
| 연도 | 인구   | ±%      |
| ---- | ------ | ------- |
| 1920 | 3,418  | —       |
| 1930 | 3,602  | +5.4%   |
| 1940 | 3,711  | +3.0%   |
| 1950 | 4,280  | +15.3%  |
| 1960 | 4,329  | +1.1%   |
| 1970 | 14,475 | +234.4% |
| 1980 | 28,978 | +100.2% |
| 1990 | 35,067 | +21.0%  |
| 2000 | 35,752 | +2.0%   |
| 2010 | 38,701 | +8.2%   |

## 교통

### 도로
- 간에쓰 자동차도
- 국도 254호선